# Longitarsus ferruginipennis
Longitarsus ferruginipennis es una especie de insecto coleóptero de la familia Chrysomelidae. Fue descrita científicamente en 1910 por Fuente.